# Cnemargulus pusio
Cnemargulus pusio är en skalbaggsart som beskrevs av Semenov 1903. Cnemargulus pusio ingår i släktet Cnemargulus och familjen Aphodiidae. Inga underarter finns listade i Catalogue of Life.